# San Vicente, Antioquia
San Vicente este un municipiu din departamentul Antioquia, Columbia.